# Případ Charlese Dextera Warda
Případ Charlese Dextera Warda (anglicky The Case of Charles Dexter Ward) je krátký román amerického autora H. P. Lovecrafta. Dílo bylo napsáno již v roce 1927, ale vyšlo až po autorově smrti v roce 1941 ve zkrácené podobě v časopise Weird Tales. Kompletní, nezkrácená verze byla publikována v roce 1943 ve sbírce Beyond the Wall of Sleep nakladatelství Arkham House.
Román vypráví hororový příběh odehrávající ve dvacátých letech dvacátého století na Rhode Islandu. Mladý Charles Dexter Ward pátrá po informacích o svém dávném předkovi, ale během tohoto snažení se jeho osobnost zásadně změní a musí být přesunut do psychiatrické léčebny. Tato situace znepokojuje jeho rodinného doktora Willetta, který se rozhodne vypátrat důvod jeho proměny.

## Děj
Mladý Charles Dexter Ward je uzavřen v psychiatrické léčebně, do které se dostal pro své náhlé šílenství, nevysvětlitelné změny v chování a ztrátu vzpomínek. Ze své cely však jednoho dne záhadně zmizí a zanechá za sebou jen zaprášenou místnost.
Vyšetřování Wardova podivného chování a proměny se ještě před jeho zmizením ujmul rodinný lékař rodiny Wardových, Marinus Bicknell Willett. Postupně se dozvídá, že Ward se v poslední dobou snažil objevit hrob jednoho ze svých předků, kterým se stal naprosto posedlý – Josepha Curwena. Willet zjišťuje, že tajemné a děsivé legendy, které se o Curwenovi vypráví, nejsou zcela vymyšlené. V osmnáctém století to byl úspěšný podnikatel, ale hlavně kouzelník, nekromant a masový vrah.
Vyšetřování pokračuje dál a Willett zjišťuje, že Ward získal Curwenův popel a pomocí magických formulí, které získal z dokumentů ukrytých v Curwenově domě, se mu podařilo svého předka vzkřísit. Dále přichází na to, že jsou si Curwen s Wardem natolik podobní, že se Curwen rozhodl svého potomka zavraždit a vydávat se za něj, aby mohl pokračovat ve svém díle. I přes podobu to ale stále vzhledem a chováním není přesvědčivý Charles Dexter Ward, a proto byl Curwen následně uzavřen do blázince.
Stopa dále zavede Willeta do domu, který Ward pod vlivem Curwena zakoupil. Nachází se na místě Curwenova starého sídla a pod zemí jsou stále jeho staré rozlehlé katakomby. Willett se rozhodne je prohledat a během své cesty nejen, že narazí na spoustu tajemných a nadpřirozených věcí, ale hlavně odkryje celou pravdu o zločinech, které Curwen páchal. Také se mu podaří objevit způsob, jak ho porazit. Vyjde na světlo, že Curwen byl také zapojen do spiknutí, kde měli s ostatními nekromanty (kterým se rovněž podařilo uniknout smrti) oživovat a mučit nejmocnější a nejmoudřejší lidi světa pro jejich znalosti. Mají tak v plánu převzít vládu nad světem.
Během svého pátrání v katakombách Willett omylem přivolá Curwenova starého nepřítele, prastarou nadpřirozenou bytost. Ta mu přikáže, aby Curwena zabil a zbavil se jeho těla. Rozhodne se vrátit do psychiatrické léčebny, kde se mu podaří pomocí zaklínadla obrátit Curwena v prach.

## Okolnosti napsání a vydání
Autor román začal psát ke konci ledna 1927 a dokončil jej 1. března téhož roku. První vydání, ke kterému došlo v květnovém a červencovém čísle časopisu Weird Tales, bylo zkrácené. Text patří mezi nejdelší Lovecraftova díla a čítá přibližně 51 500 znaků. Napsání podobného Lovecraft zvažoval již v roce 1925, když žil v Brooklynu, tehdy se však mělo jednat o kratší novelu o „salemských hrůzách“. Vzhledem k plánovaným detektivním prvkům zamýšlel text uplatnit v časopise Detective Tales. V roce 1927 se však autor vrátil do rodného Providence a salemské prvky propojil se zachycením svého rodiště.
Silným inspiračním vlivem k napsání románu byl román The Return (Návrat, 1910), jejž napsal Walter de la Mare a který vypráví o posedlosti duchem dvě stě let mrtvého muže, přičemž důraz klade především osobní trauma posedlého. Lovecraft se s knihou seznámil v roce 1926. Vliv měly patrně také texty novoanglického klasika Nathaniela Hawthorna.
Případ Charlese Dextera Warda bývá někdy označován také za „vylepšenou verzi“ autorova staršího textu, povídky Děs redhookské čtvrti – Curwenova alchymie je paralelou Suydamova zájmu o kabalu a příběh odpovídá také antagonistovou snahou vylepšit si postavení pomocí manželství nebo osobou odvážného soupeře (pro Suydama Malone, pro Curwena Willett).

## Interpretace

### Postavy

#### Charles Dexter Ward
Ward je mladý muž pocházející z bohaté rodiny z Rhode Islandu. Narodil se v roce 1902. Ve snaze pátrat po svých předcích narazí na svého praprapradědečka – Josepha Curwena – a stane se posedlý jeho životem. Rozhodne se vyhledat jeho hrob a pokusit se ho oživit. Se svým předkem jsou si velmi podobní, což vede k tomu, že ho Curwen zabije a začne se za něj vydávat. Postava Warda kombinuje některé Lovecraftovy autobiografické prvky se vzhledem osobou Williama Lippitta Maurana; tohoto mladého invalidu, který žil v Halsey Mansion v Providence a byl upoután ke kolečkovému křeslu, znal autor od vidění.

#### Joseph Curwen
Curwen je Wardův předek, bývalý obchodník, ale hlavně mocný kouzelník a nekromant narozený v roce 1662. Mezi kouzla, které ovládá, patří například schopnost vzkřísit mrtvé. Této schopnosti využíval k vyvolávání významných mrtvých osobností, které následně mučil, aby od nich získal jejich poznatky a zkušenosti. Spolu se svými kolegy prohledávali hřbitovy celého světa, kde získávali mrtvoly vhodné k výslechu. Byl také schopen vyvolávat mocné nadpřirozené entity. V roce 1928 byl vzkříšen svým potomkem (Charlesem Dexterem Wardem), kterého následně zabil a přivlastnil si jeho identitu, aby se znovu mohl pustit do své práce. Později byl znovu zabit – tentokrát definitivně. Curwenovým literárním předchůdcem je Robert Suydam z povídky Děs redhookské čtvrti.

#### Marinus Bicknell Willett
Willet je rodinný doktor rodiny Charlese Dextera Warda. Všímá si toho, jak se Ward postupně mění a je čím dál více posednut svým předkem. Jak se situace zhoršuje a Ward musí být umístěn do psychiatrické léčebny, rozhodne se Willett celou záhadu vyšetřit. Vydává se po Curwenových stopách a postupně odhaluje celý jeho příběh. Po setkání se starou entitou se vrací zpět do psychiatrické léčebny, kde zabíjí obživlého Josepha Curwena. Jednou z inspirací pro postavu mohl být Franklin Chase Clark (1847–1915), manžel Lovecraftovy tety, lékař a Lovecraftův výrazný maskulinní vzor.

### Motivy a témata
S. T. Joshi uvedl, že i přes rychlé napsání se kniha vyznačuje „bohatstvím textur a tónů“ a její kompozice patří mezi Lovracraftovy nejpečlivější. Pozoruhodná je především její schopnost mísení fikčních prvků s historickými reáliemi, které autor čerpal především z knihy Providence in Colonial Times (Město Providence za koloniálních časů, 1912) od Gertrude Selwyn Kimballové, ale využíval také další zdroje a příběhy, jejichž znalost v průběhu života nashromáždil. Celých pět kapitol románu Lovecraft věnoval evokativnímu vylíčení Nové Anglie v 17. a 18. století. Literární kritik Barton L. St. Armand popsal „faustovské“ ponaučení, které román poskytuje, slovy, že „je nebezpečné vědět příliš mnoho – zejména o svých vlastních předcích“. Joshi nicméně upozornil, že takové čtení je příliš zjednodušující – Ward není posedlý duchem svého předka, jak bývá v textech podobného typu obvyklé, místo toho dochází ke skutečnému fyzickému vzkříšení Curwenova těla a teprve Curwen sám se pak stává pravým antagonistou příběhu, když se za Warda vydává.
Podle Darrella Schweitzera je román jedním z Lovecraftových textů, které dosahují důstojných výšin skutečné tragédie, neboť Willettovy snahy o záchranu mladého Charlese nakonec přicházejí vniveč. Všímá si také, že Curwenovy snahy nespočívají pouze ve snaze vyhnout se smrti, ale ve svých důsledcích představují existenční hrozbu pro celé lidstvo, nebo dokonce svět jako takový.
V románu je poprvé zmíněno božstvo Yog-Sothoth, později jeden z nejoblíbenějších členů Lovecraftova smyšleného panteonu, zde však prozatím jen neurčitě a bez dalších podrobností.

## Adaptace
Příběh se dočkal mnoha adaptací. V roce 1963 byl natočen film Strašidelný palác (The Haunted Palace), který byl Lovecraftovým románem výrazně inspirován, přestože název odkazuje k básni Edgara Allana Poea a Poeovo jméno bylo užíváno při propagaci; scénář nicméně odpovídá Lovecraftově příběhu, a protagonista se dokonce jmenuje přímo Charles Dexter Ward. Další zpracování poté vzniklo v roce 1991 pod názvem Zmrtvýchvstání (The Resurrected). Režisérem se stal zavedený hororový scenárista Dan O'Bannon, film se však dočkal jen velmi omezeného nasazení v kinech a rychle směřoval na video. Obě filmové adaptace jsou považovány v rámci lovecraftovské kinematografie za vrcholná díla.
Filmy nejsou jediným médiem, v rámci kterého byl Případ Charlese Dextera Warda zpracováván. V roce 2001 vyšla videohra s názvem Necronomicon: The Dawning of Darkness, která si román vzala jako inspiraci. Román vyšel i ve komiksovém zpracování, a to v roce 2012.